# Соловьёв, Анатолий Яковлевич
Анато́лий Я́ковлевич Соловьёв (род. 16 января 1948, Рига) — советский и российский космонавт, лётчик-космонавт СССР. 208-й космонавт мира и 65-й космонавт СССР. Рекордсмен по количеству выходов в открытый космос (16) и суммарной продолжительности работы в открытом космосе (78 часов 48 минут).

## Биография
Девятилетнее образование получил в средней школе № 33 г. Риги в 1964 году, а диплом о среднем образовании — после окончания 11-го класса вечерней школы в 1966 году, одновременно работая рабочим на Рижском заводе стройматериалов и слесарем на камвольном производственном объединении.
В августе 1967 года поступил на физико-математический факультет Латвийского государственного университета. Именно здесь он познакомился с Наталией Катышевцевой, которая через семь лет стала его женой. Не окончив первый курс, Анатолий оставил институт для подготовки к поступлению в авиационное училище. Чтобы быть ближе к любимой авиации, Соловьёв стал работать слесарем в Латвийском объединённом авиаотряде.
В августе 1968 года Соловьёв стал курсантом Черниговского высшего военного авиационного училища лётчиков имени Ленинского комсомола. За время учёбы освоил самолёты Л-29, УТИ МиГ-15, МиГ-21 и имел налёт 180 часов. В июле 1971 года вступил в КПСС. В октябре 1972 года окончил училище, получив звание «лейтенант» и диплом военного лётчика-инженера.
С ноября 1972 года служил старшим лётчиком разведывательного авиаполка на Дальнем Востоке. 27 сентября 1974 года ему присвоена квалификация «Военный лётчик 2-го класса», а в ноябре того же года он стал командиром звена. Выполнил множество сложнейших разведывательных полётов на самолёте МиГ-21Р и уже через год, 29 сентября 1975 года, ему была присвоена квалификация «Военный лётчик 1-го класса».

## Космическая деятельность
В начале 1976 года ему, как одному из лучших лётчиков части, предложили поступить в отряд космонавтов. Уже в мае он прошёл медицинскую комиссию и был допущен к спецподготовке.
23 августа 1976 года приказом Главкома ВВС № 686 Анатолий Соловьёв вместе с другими восемью лётчиками был зачислен слушателем-космонавтом в отряд космонавтов ЦПК имени Ю. А. Гагарина (6-й набор космонавтов ЦПК ВВС). Группа была набрана с целью подготовки пилотов по программе «Буран». Подготовка группы отличалась от обычной тем, что лётчики должны были в кратчайшие сроки получить квалификацию испытателей.
С августа 1976 по январь 1979 год Анатолий Соловьёв находился на общекосмической подготовке. В соответствии с программой, с января по июнь 1977 года он прошёл курс обучения в 267-м Центре испытания авиационной техники и подготовки лётчиков-испытателей в районе города Ахтубинска. Там он освоил самолёты МиГ-17, Ту-134М, Як-40, МиГ-21У, МиГ-21ВС, МиГ-21МД, МиГ-21бис. 29 июня 1977 года ему присвоена квалификация «Лётчик-испытатель 3 класса». В августе того же года Анатолий Соловьёв прошёл специальную парашютную (35 прыжков) и водолазную подготовку, после чего ему была присвоена квалификация «Офицер-водолаз».
В 1978 году Анатолий Соловьёв завершил общекосмическую подготовку и в январе 1979 года был назначен космонавтом-испытателем в группу авиационно-космических средств ОК ЦПК. Во время подготовки в группе по программе «Буран» Соловьёв продолжил испытательную работу, и 22 июня 1981 года ему была присвоена квалификация «Лётчик-испытатель 2-го класса».
В январе 1982 года его перевели в группу международных космических программ. В 1983—1985 годах А. Соловьёв готовился к полёту в качестве командира резервного экипажа по программе основной экспедиции на станцию «Салют-7» вместе с А. Серебровым и Н. Москаленко.
В 1985—1986 годах проходил подготовку в качестве командира резервного экипажа КК «Союз Т-15» вместе с В. Савиных.
С сентября 1986 по июль 1987 года он готовился уже в качестве командира второго экипажа КК «Союз ТМ-З» вместе с В. Савиных и М. Хабибом (Сирия). 22 июля 1987 года он был дублёром А. Викторенко.
За участие в подготовке дублирующего советско-сирийского экипажа А. Соловьёву присвоили почётное звание кавалера ордена «Воинская слава» Сирийской Арабской Республики. Он также был награждён сирийским орденом Дружбы и Сотрудничества.
С ноября 1987 по май 1988 года готовился в качестве командира первого экипажа КК «Союз ТМ-5» вместе с В. Савиных и А. Александровым (Болгария).
Первый космический полёт Анатолий Соловьёв совершил на корабле «Союз ТМ-5» и ОК «Мир» с 7 по 17 июня 1988 года вместе с В. Савиных и А. Александровым (Болгария) в качестве командира экипажа. Длительность полёта: 9 суток 20 часов 9 минут 19 секунд. Позывной «Родник-1».
Таким образом, Анатолий Соловьёв стартовал в космос после 12 лет напряжённейшей подготовки. После полёта командиру экипажа было присвоено звание Героя Советского Союза с вручением медали Золотая Звезда и ордена Ленина, а также присвоено почётное звание «лётчик-космонавт СССР» и квалификация «Космонавт 3-го класса».
Анатолию Соловьёву было также присвоено звание Героя Народной Республики Болгария и вручены Золотая Звезда и орден Г. Димитрова. Воинское звание «полковник» он также получил после своего первого полёта — 18 июня 1988 года.
С декабря 1988 по апрель 1989 года Анатолий Соловьёв проходил подготовку в качестве командира второго экипажа по программе 5-й основной экспедиции на ОК «Мир» сначала вместе с А. Баландиным, а с февраля 1989 — вместе с А. Серебровым. После переноса запуска на сентябрь вновь продолжил подготовку с А. Баландиным. С сентября 1989 года А. Соловьёв был дублёром командира КК «Союз ТМ-8» А. Викторенко.
В сентябре 1989 года Анатолий Соловьёв начал новую подготовку к полёту на ОК «Мир» в качестве командира первого экипажа по программе ЭО-6 вместе с А. Баландиным.
В апреле 1990 года Анатолий Соловьёв был назначен командиром второй группы космонавтов, одновременно оставаясь космонавтом-испытателем ОК ЦПК. Эту должность Соловьёв занимает до сих пор.
Второй космический полёт Анатолий Соловьёв совершил с 11 февраля по 9 августа 1990 года на корабле «Союз ТМ-9» и ОК «Мир» по программе ЭО-6 вместе с А. Баландиным. За время полёта выполнил два выхода в открытый космос общей продолжительностью 10 часов 47 минут. Оба выхода были внеплановыми. Первый был необходим для ремонта экранно-вакуумной теплоизоляции «Союза ТМ-9», повреждённой при перестыковке корабля с кормового на носовой стыковочный узел. Второй — для закрытия выходного люка на «Кванте-2», повреждённого во время предыдущего выхода. Длительность полёта: 179 суток 1 час 17 минут 57 секунд.
Во время этого полёта впервые в истории человечества в рамках программы «Космос-Человек-Культура» экипажем корабля над планетой было поднято Знамя Мира. Оно находилось на борту орбитальной станции «Мир» с февраля по август 1990 г. и было вынесено в открытый Космос, где провело 9 суток и совершило 144 витка вокруг Земли. Под этим Знаменем состоялся сеанс телекосмической связи 25 марта 1990 года.
31 августа 1990 года ему присвоена квалификация «Космонавт 2-го класса».
В 1990—1991 годах проходил подготовку в группе в качестве командира условного экипажа для полёта на станцию «Мир» вместе с А. Зайцевым.
11 января 1991 года А. Соловьёв назначен на должность инструктора-космонавта-испытателя, оставаясь командиром 2-й группы.
С 19 мая по июнь 1991 года Анатолий проходил подготовку в качестве командира резервного экипажа ЭО-10 вместе с А. Зайцевым, но в связи с решением о совмещении австрийского и казахского полётов экипаж был расформирован.
С 9 октября 1991 по 25 февраля 1992 года готовился для полёта на ОК «Мир» по программе ЭО-11 в качестве командира второго экипажа ЭО-11 и КК «Союз ТМ-14» вместе с С. Авдеевым и Р. Эвальдом (ФРГ).
С 5 апреля по 7 июля 1992 года он готовился по программе ЭО-12 в качестве командира первого экипажа КК «Союз ТМ-15» вновь вместе с С. Авдеевым, а также с М. Тонини (Франция).
Свой третий космический полёт Анатолий Соловьёв совершил с 27 июля 1992 по 1 февраля 1993 года на КК «Союз ТМ-15» и ОК «Мир» в качестве командира ЭО-12 вместе с С. Авдеевым и М. Тонини (Франция). Работал на станции с А. Викторенко и А. Калери, Г. Манаковым и А. Полещуком.
За время полёта совершил 4 выхода в открытый космос общей продолжительностью 18 часов 21 минут, во время которых на ферме «Софора» смонтировал выносную двигательную установку. Длительность полёта: 188 суток 21 час 41 минута 15 секунд.
31 марта 1993 года А. Соловьёву присвоена квалификация «Космонавт 1-го класса». 1 апреля 1994 года решением МВК под председательством Ю. Коптева Анатолий Соловьёв утверждён командиром первого экипажа ЭО-19 и второго экипажа ЭО-18.
С мая 1994 по февраль 1995 года А. Соловьёв прошёл непосредственную подготовку к полёту по программе ЭО-18 в качестве командира второго экипажа вместе с Н. Будариным, а с 1 ноября 1994 года к ним присоединилась Б. Данбар (США).
14 марта 1995 года А. Соловьёв был дублёром командира КК «Союз ТМ-21» В. Дежурова.
27 марта А. Соловьёв вместе с Н. Будариным продолжил подготовку к полёту по программе ЭО-19, которая завершилась 12 мая. А с 15 мая по 27 июня А. Соловьёв проходил подготовку в Космическом центре имени Л. Б. Джонсона в составе экипажа «Атлантиса» (полёту STS-71), на котором он должен стартовать.
Свой четвёртый космический полёт Анатолий Соловьёв начал на МТКК «Атлантис», стартовавшем 27 июня 1995 года с космодрома им. Кеннеди по программе STS-71. Кроме бортинженера ЭО-19 Николая Бударина на борту шаттла стартовали астронавты NASA Х. Гибсон, Ч. Прекурт, Е. Бейкер, Г. Харбо и Б. Данбар. Через два дня шаттл пристыковался к «Миру». А. Соловьёв принял смену у Владимира Дежурова и Геннадия Стрекалова (ЭО-18). Полёт на «Мире» был по современным меркам недолгим — немногим более двух месяцев. За это время А. Соловьёв выполнил 3 выхода в открытый космос общей продолжительностью 14 ч 32 мин. Сдав смену Юрию Гидзенко и Сергею Авдееву, А. Соловьёв с Н. Будариным на корабле «Союз ТМ-21» 11 сентября возвратились на Землю. Длительность полёта составила 75 суток 12 часов 20 минут 21 секунду.
После полёта налёт Анатолия Соловьёва составил 453 суток 7 часов 28 минут 52 секунды, и он перешёл на 5-е место в мире по суммарной длительности полётов.
С мая по август 1996 года он был первым от ЦПК координатором подготовки в NASA российских космонавтов. Это ответственное назначение было сделано с целью наилучшей адаптации А. Соловьёва для работы с американцами. Его предполагалось назначить командиром первого экипажа на МКС. «Поработав» в NASA, Анатолий Соловьёв понял, что он, один из наиболее опытных российских космонавтов, космический налёт которого в несколько раз превосходит налёт любого американского астронавта, попадает в подчинение Уильяму Шеперду, объявленному NASA командиром экспедиции. Роль Соловьёва сводилась к доставке экипажа на МКС и управлению кораблём при возвращении на Землю. Такое положение А. Соловьёва не устроило, и он отказался быть членом экипажа МКС. В сентябре на его место был назначен менее опытный Юрий Гидзенко, а Соловьёв начал подготовку в качестве командира только что сформированного экипажа 24-й экспедиции и французской программы «Пегас» вместе с Павлом Виноградовым и Леопольдом Эйартцем. В связи с аварийным состоянием станции и невозможностью выполнения французской научной программы космонавт-исследователь был выведен из экипажа на заключительном этапе подготовки.
С 5 августа 1997 по 19 февраля 1998 года совершил свой пятый космический полёт в качестве командира ОК «Мир» вместе с Павлом Владимировичем Виноградовым. Во время полёта совершил семь выходов в открытый космос общей продолжительностью 35 часов 8 минут. Продолжительность полёта составила 197 суток 17 часов 34 минуты 36 секунд.
В этом полёте в рамках Международного общественного культурного космического проекта «Знамя Мира» на борт станции было второй раз поднято Знамя Мира.
Суммарный налёт Анатолия Соловьёва в космосе за 5 полётов составил 651 сутки 0 часов 3 минуты 28 секунд. Он совершил 16 выходов в открытый космос общей продолжительностью 78 часов 48 минут. Это является мировым рекордом. В художественном фильме 2013 года «Гравитация» герой Джорджа Клуни шутит о том, что стремится побить принадлежащий А. Соловьёву рекорд по суммарной продолжительности внекорабельной деятельности.
За время лётной работы он освоил 14 типов самолётов, имеет налёт более 1500 часов. Инструктор парашютно-десантной подготовки, выполнил более 140 прыжков с парашютом.
Статистика
| # | Стартовый корабль | Старт, UTC        | Экспедиция              | Корабль посадки | Посадка, UTC      | Налёт                        | Выходы в открытый космос | Время в открытом космосе |
| - | ----------------- | ----------------- | ----------------------- | --------------- | ----------------- | ---------------------------- | ------------------------ | ------------------------ |
| 1 | Союз ТМ-5         | 07.06.1988, 14:03 | Союз ТМ-5, Мир          | Союз ТМ-4       | 17.06.1988, 10:12 | 09 суток 20 часов 09 минут   | 0                        | 0                        |
| 2 | Союз ТМ-9         | 11.02.1990, 06:16 | Союз ТМ-9, Мир-6        | Союз ТМ-9       | 09.08.1990, 07:33 | 179 суток 01 час 17 минут    | 2                        | 10 часов 44 минуты       |
| 3 | Союз ТМ-15        | 27.07.1992, 06:08 | Союз ТМ-15, Мир-12      | Союз ТМ-15      | 01.02.1993, 03:48 | 188 суток 21 часов 39 минут  | 4                        | 18 часов 23 минуты       |
| 4 | Атлантис STS-71   | 27.06.1995, 19:32 | Атлантис STS-71, Мир-19 | Союз ТМ-21      | 11.09.1995, 06:52 | 75 суток 11 часов 20 минут   | 3                        | 14 часов 17 минут        |
| 5 | Союз ТМ-26        | 05.08.1997, 15:35 | Союз ТМ-26, Мир-24      | Союз ТМ-26      | 19.02.1998, 09:09 | 197 суток 17 часов 33 минуты | 7                        | 35 часов 05 минут        |
|   |                   |                   |                         |                 |                   | 650 суток 23 часа 58 минут   | 16                       | 78 часов 48 минут        |

## Космические рекорды
Рекорды по количеству выходов в открытый космос и суммарному пребыванию в открытом космосе:
| Корабль    | № п/п | Дата выхода | Время (часов) | Время (минут) |
| ---------- | ----- | ----------- | ------------- | ------------- |
| Союз ТМ-9  | 1     | 17.07.1990  | 7 ч 16 м      | 436           |
|            | 2     | 26.07.1990  | 3 ч 31 м      | 211           |
| Союз ТМ-15 | 3     | 03.09.1992  | 3 ч 56 м      | 236           |
|            | 4     | 07.09.1992  | 5 ч 08 м      | 308           |
|            | 5     | 11.09.1992  | 5 ч 44 м      | 344           |
|            | 6     | 15.09.1992  | 3 ч 33 м      | 213           |
| Союз ТМ-21 | 7     | 14.07.1995  | 5 ч 34 м      | 334           |
|            | 8     | 19.07.1995  | 3 ч 08 м      | 188           |
|            | 9     | 21.07.1995  | 5 ч 50 м      | 350           |
| Союз ТМ-26 | 10    | 22.08.1997  | 3 ч 16 м      | 196           |
|            | 11    | 06.09.1997  | 6 ч 00 м      | 360           |
|            | 12    | 20.10.1997  | 6 ч 38 м      | 398           |
|            | 13    | 03.11.1997  | 6 ч 04 м      | 364           |
|            | 14    | 06.11.1997  | 6 ч 12 м      | 372           |
|            | 15    | 08.01.1998  | 3 ч 06 м      | 186           |
|            | 16    | 14.01.1998  | 3 ч 52 м      | 232           |
| Итого:     | 16    |             | 78 ч 48 м     | 4728          |

## Семья
Женат на Наталье Васильевне Соловьёвой (Катышевцевой). В их семье двое сыновей — Геннадий (1975) и Илья (1980).

## Воинские звания
- Лейтенант (4.10.1972).
- Старший лейтенант (14.12.1974).
- Капитан (31.12.1976).
- Майор (19.01.1980).
- Подполковник (26.01.1983).
- Полковник (18.06.1988).

## Награды
- Герой Советского Союза (17 июня 1988);
- орден «За заслуги перед Отечеством» II степени (10 апреля 1998) — за мужество и героизм, проявленные во время длительного космического полёта двадцать четвёртой основной экспедиции на орбитальном научно-исследовательском комплексе «Мир»[3];
- орден «За заслуги перед Отечеством» III степени (5 октября 1995) — за мужество и героизм, проявленные во время длительного космического полёта на орбитальном научно-исследовательском комплексе «Мир»[4];
- орден Дружбы народов (5 февраля 1993) — за успешное осуществление космического полёта на орбитальном научно-исследовательском комплексе «Мир», проявленные при этом мужество и героизм[5]
- орден Ленина (17 июня 1988);
- орден Октябрьской Революции (11 августа 1990) — за успешное осуществление космического полёта на орбитальном научно-исследовательском комплексе «Мир» и проявленные при этом мужество и героизм[6];
- медаль «За заслуги в освоении космоса» (12 апреля 2011 года) — за большие заслуги в области исследования, освоения и использования космического пространства, многолетнюю добросовестную работу, активную общественную деятельность[7];
- медаль Алексея Леонова (Кемеровская область, 2015) — за шестнадцать совершённых выходов в открытый космос[8];
- 15 юбилейных медалей;
- Герой Народной Республики Болгария (НРБ, 1988);
- орден Георгия Димитрова (НРБ, 1988);
- орден «Стара Планина» I степени (Болгария, 2003);
- орден «Воинская слава» (Сирия, 1987);
- орден Дружбы и Сотрудничества (Сирия, 1987);
- офицер ордена Почётного легиона (Франция, март 1999);
- две медали НАСА «За космический полёт» (NASA Space Flight Medal);
- Премия Правительства Российской Федерации в области науки и техники за 1998 год — за обеспечение длительной эксплуатации и поддержания технического состояния конструкции долговременных орбитальных космических станций «Салют», «Мир» и их модулей[9].

Награды общественных организаций:
- орден «За усердие во благо Отечества» (Фонд «Во благо Отечества», декабрь 2005).